# Lac de Mauensee
Pour les articles homonymes, voir Mauensee.
Le lac de Mauensee est un lac de Suisse, dans le canton de Lucerne, dans le bassin hydrographique de l'Aar.

## Géographie
Le lac se situe dans le canton de Lucerne, dans le district de Sursee, à quelques kilomètres de la ville de Sursee.
Sur une petite île au sud du lac, reliée à la rive par un pont, se trouve le château de Mauensee.

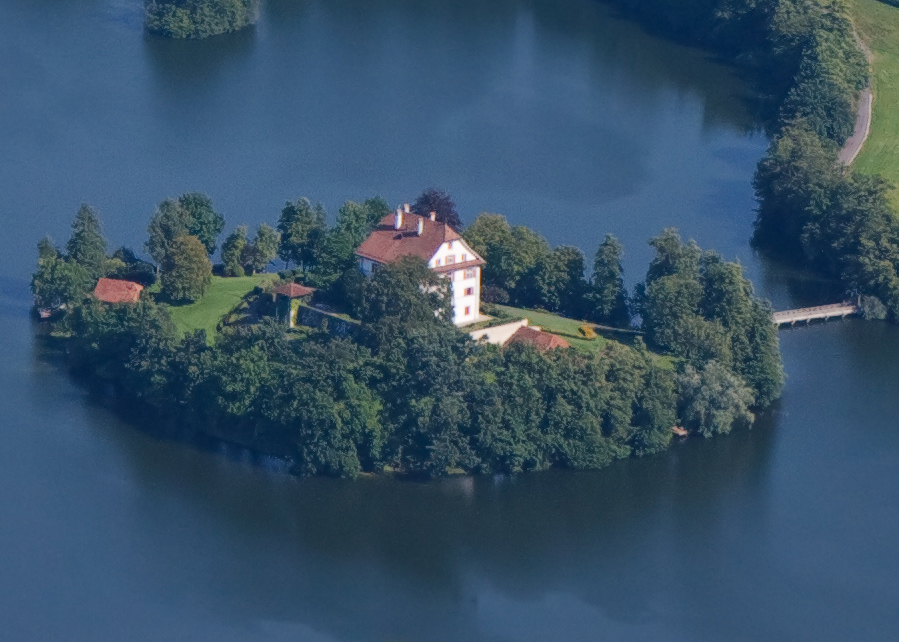
Le château de Mauensee sur l'île

## Sources
- (de) Cet article est partiellement ou en totalité issu de l’article de Wikipédia en allemand intitulé « Mauensee (Gewässer) » (voir la liste des auteurs).